# Llac de Garda
El llac de Garda (en llombard Lag de Garda, en vènet Łago de Garda, en italià Lago di Garda o Benàco, en llatí Benacus) és un llac d'Itàlia, el més gran del país, que té riba a la província de Brescia a la Llombardia, a la província de Verona al Vèneto, i a la província de Trento al Trentino-Tirol del Sud (Trentino-Alt Adige).

## Ubicació
Al nord d'Itàlia, entre els Alps i la Val Padana, es troba el llac de Garda, a uns 25 km a l'oest de Verona i a uns 95 km a l'est de Milà. Tres regions (amb les seves respectives províncies) es reparteixen el llac:
- Al nord: Trentino - Alto Adigio (Trento)
- A l'oest: Llombardia (Brescia)
- A l'est: Vèneto (Verona).

El llac es troba a les coordenades geogràfiques
següents:
- Latitud: entre els 45° 27′ N i els 45° 53′ N
- Longitud: entre els 10° 31′ E i els 10° 52′ E
- Altitud: 65 msnm

## Clima
El clima és mediterrani i suau, la qual cosa ha contribuït, a part de la bellesa paisatgística, a fer del llac de Garda una important atracció turística internacional. La temperatura mitjana anual és de 12,5 °C, oscil·lant entre els 1,5 °C al gener i els 23 °C al juliol. Les precipitacions són abundants (850 mm anuals) i repartides durant tot l'any. A causa de l'efecte tèrmic de l'Ora, a les tardes es registren regularment corrents d'aire a través del llac, fet que fa que hi abundin surfistes.

## Flora i fauna
La vegetació regnant al voltant del llac és mediterrània: xiprer, cedre, baladre, olivera i, rarament, margalló. La riquesa aqüífera del llac inclou una trentena d'espècies de peixos, entre les principals cal destacar-ne: l'anguila, la carpa, el lucius ('lluç de riu'), la tenca i la truita de riu.

## Agricultura
Al voltant del llac, es pot parlar de dues zones de cultiu: al nord, la vinya, i al sud i oest l'olivera i els cítrics.

## Localitats al llac de Garda
| Llombardia | Vèneto                                                                                                | Trentino-Alto Adige                     |
| --- | --- | --------------------------------------- |
| - Limone sul Garda - Campione - Gargnano - Toscolano - Gardone Riviera - Saló - San Felice del Benaco - Manerba del Garda - Padenghe - Lonato - Desenzano del Garda - Sirmione | - Peschiera del Garda - Lazise - Bardolino - Garda - Torri del Benaco - Porto di Brenzone - Malcesine | - Riva del Garda - Linfanetto - Torbole |

## Història
El febrer de 1439, Biagio Assereto va derrotar un estol venecià protegit per Gattamelatta, que es va transportar de l'Adige al llac de Garda per terra, amb l'objectiu d'aixecar el setge milanès de Brescia.

## Fotogaleria

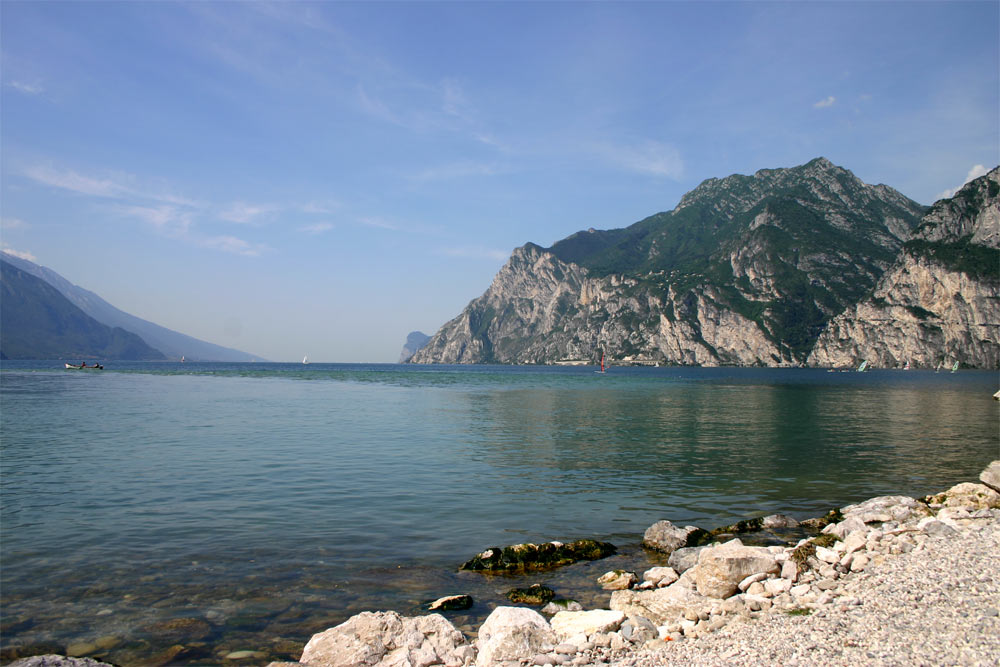
Gardasee, vista des de Torbole
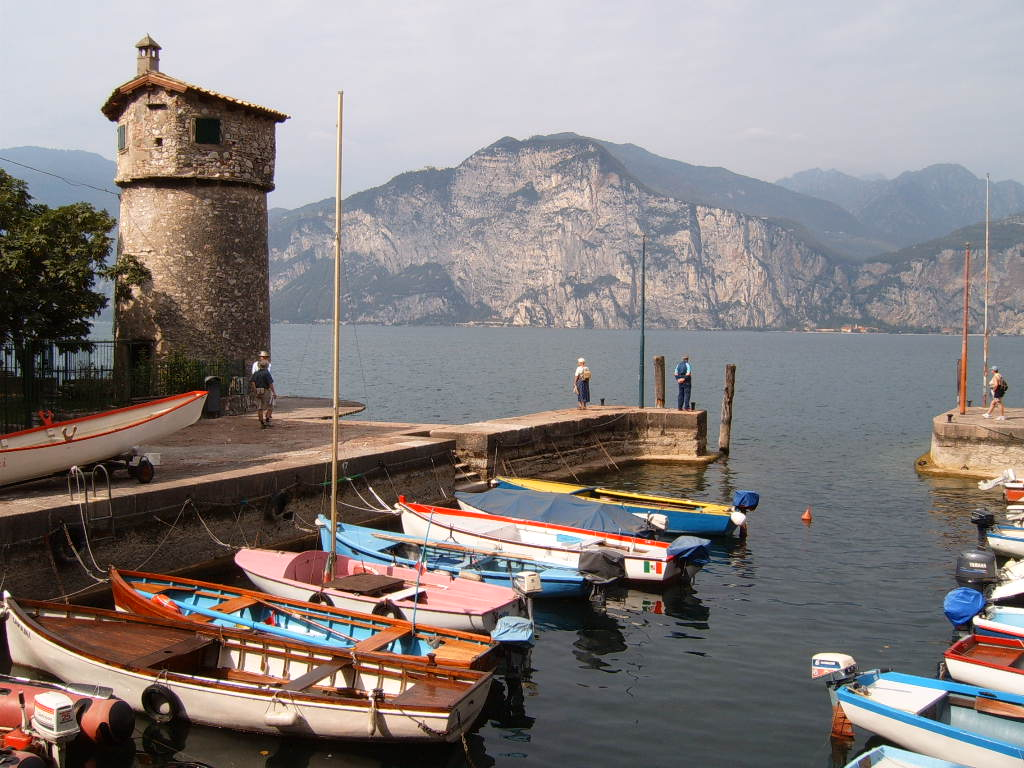
Malcesine
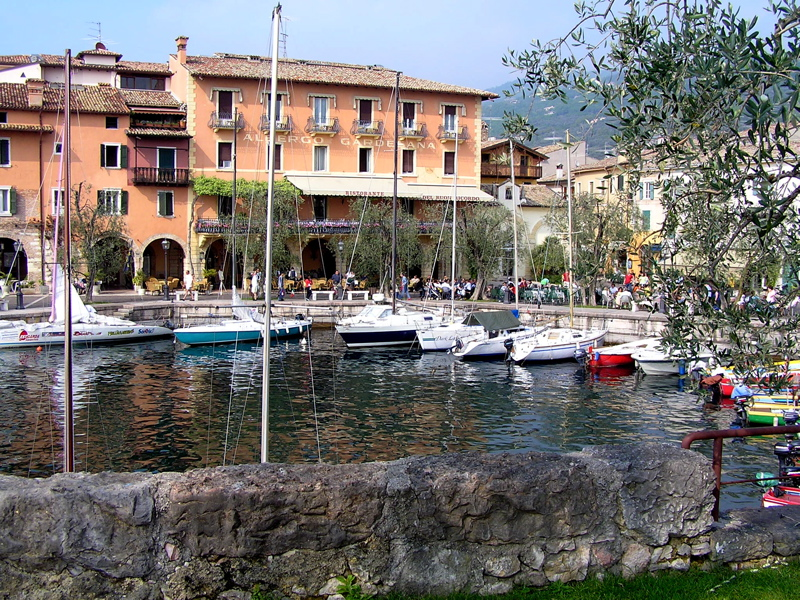
Port de Torri del Benaco
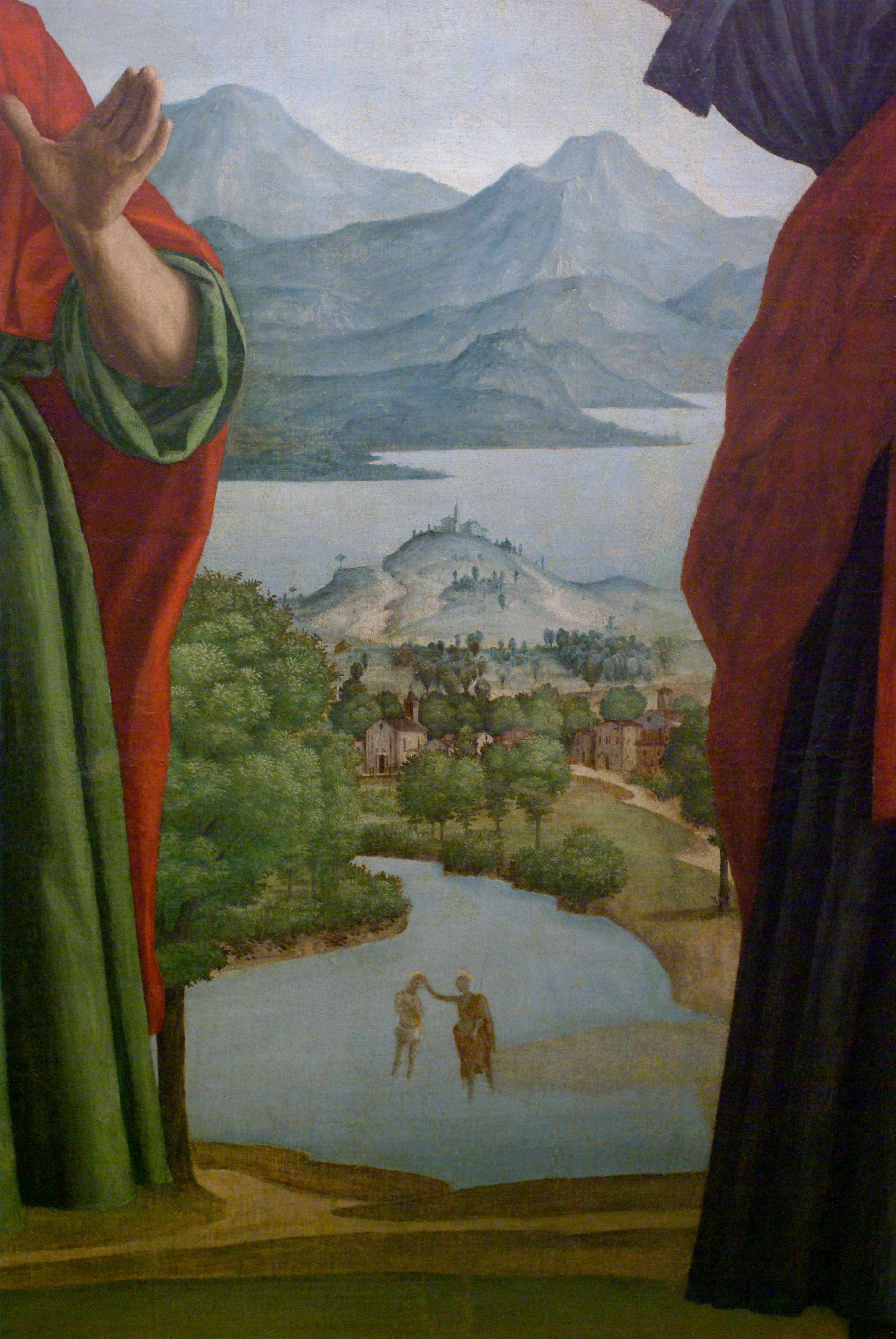
Vista sud del llac, prop de Peschiera del Garda (Verona, Itàlia) (probablement amb el llac Frassino o riu Mincio), fins a les muntanyes de la banda de Brescia (Itàlia), pintura del 1533 per Girolamo dai Libri